# Въздушен таран
Вижте пояснителната страница за други значения на таран.
Въздушен таран е вид въздушен бой, при който пилотът извършващ тарана, нанася удар върху самолета на противника със собствения си самолет. Най-често причината е, че той няма повече муниции и най-вече желанието му да нанесе максимални вреди на противника.
Първият известен таран е извършеният от руския летец Нестеров през 1914 година.
Възможен е въздушен таран върху наземна или водна цел (кораб).
В България и в чужбина най-известен таран, извършен от български летец, е този на летеца Димитър Списаревски на 20 декември 1943 г. в небето над София.

## Въздушният таран на Д. Списаревски
На 20 декември 1943 г. на височина от около 8000 метра групировка от 15-а въздушна армия на САЩ  от 150 американски бомбардировачи „Либърейтър“ B-24 Liberator (Бе-24 „Освободител“) от 376-а тежка бомбардировъчна групировка (376th Bomb Group – Heavy), охранявани от 50 тежки двумоторни двутели изтребители Lockheed P-38 Lightning (Локхийд Пи-38 Лайтнинг) от 82-ра изтребителна група (82th Fighter Group), се насочва за поредната „терористична бомбардировка“ на София, както операциите красноречиво се наричат в английските военни планове. Българите смело се изправят с едва 36 машини срещу 200 вражески.
Поручик Димитър Списаревски от 3/6 изтребителен орляк е един от пилотите на бойно дежурство на летище Божурище с Месершмит Bf-109G-2, които трябва на 20 декември 1943 г. да пресрещнат нападащите „освободители“ преди да достигнат града. Това е първият му боен полет, за който той се готви отдавна. Самолетът на Списаревски не успява да стартира веднага, затова той излита с резервна машина, след другите. Когато достига бомбардировачите, въздушният бой вече се води.
Сам, с безумно смела виртуозна маневра, измъквайки се от два американски изтребителя, се насочва към група от 16 „Либърейтъра“, отървала се от българските изтребители и взела необезпокоявана курс към София. Той взема на прицел една машина, атакува устремно, без да се интересува от огъня на изтребителното ѝ прикритие, с непрестанен точен огън прострелва, поврежда тежко и подпалва този бомбардировач, но в ожесточената си битка за по-малко от две минути изразходва всички боеприпаси на бордовата картечница, а самолетът му е сериозно прострелян от бомбардировачите и охраняващите ги британски изтребители.
Българинът разбира, че жив няма да излезе от котела, в който се намира. Тогава, без колебание, той насочва изтребителя си и нанася унищожителен таранен удар на водещия формацията тежък американски бомбардировач. Бомбардировачът е разцепен и са разпада във въздуха, спасява се само опашният стрелец, който е изхвърлен заедно с картечниците от ударната вълна.

Има различни свидетелства за тарана, но единствен близък очевидец е Лейтенант Джон Маклендън (американски пилот на „Лайтнинг“ от изтребителното прикритие, бордов номер 43 – 2352, 97-а изтребителна ескадрила (97th Fighter Squadron)), който малко след това също е свален и пленен. Той дава може би най-точното описание и оценка на извършения от капитан Списаревски военен подвиг. Спасилият се в боя на 20 декември 1943 г. американски лейтенант, разказвайки за стореното от Списаревски, споделя:
| „ | „Шест минути преди да бъда свален, станах свидетел на нещо нечувано и страшно … летящия като вихър български изтребител се отдалечи от поразената вече и падаща към земята наша „летяща крепост“ и хвърляйки се с цяла мощност към друга, се стовари върху нея, отсече опашката ѝ и крепостта се разруши като голям дъб, ударен от мълния... Наистина страшна смърт дори и за най-смелия пилот!" | “ |